# ベナジル・ブット国際空港
ベナジル・ブット国際空港（ベナジル・ブットこくさいくうこう、ウルドゥー語: بینظیر بھٹو بین الاقوامی ہوائی اڈا、英: Benazir Bhutto International Airport）は、パキスタン・イスラム共和国のラーワルピンディーにある国際空港であった。2008年6月20日、暗殺されたベーナズィール・ブットー元首相にちなみ、旧名称のイスラマバード国際空港から改名された。
この空港は、パキスタン空軍と共有していて、パキスタン国際航空のハブ空港のひとつであった。
現空港の南西30kmの、パンジャーブ州 en:Fateh Jang にイスラマバード国際空港が建設され、2018年5月の供用開始後は民間機の発着はすべて移転した。パキスタン空軍の en:PAF Base Nur Khan として利用されている。

## 歴史
世界のワースト空港ランキングであるWorst Airports of 2014の1位にランクインしていた。